# Giovanni Morone
Giovanni Girolamo Morone, född 25 januari 1509 i Milano, död 1 december 1580 i Rom, var en italiensk kardinal och biskop. Han var son till diplomaten Girolamo Morone.

## Biografi
Morone blev 1529 biskop av Modena, användes flitigt av påven Paul III (1535–1549) i diplomatiska värv och bevistade bland annat som påvlig nuntie religionssamtalet i Worms samt riksdagarna i Regensburg och Speyer 1541 och 1542, blev 1542 kardinal, legat i Trient samma år samt i Bologna 1544. Morone, som 1553 blivit biskop av Novara, sändes av Julius III som nuntie till riksdagen i Augsburg 1555, där han dock ej kunde hindra religionsfreden. Han hade tolererat evangeliska läran i sitt stift och en tid visat böjelse för reformationen samt blev därför av Paul IV misstänkt för kätteri och hölls från 1557 inspärrad i Castel Sant'Angelo, men frikändes 1560 av Pius IV, som 1563 utnämnde honom till ordförande för Tridentinska mötet, "för vars lyckliga utgång den katolska kyrkan har honom om någon att tacka" (Ranke). Morone blev 1570 kardinalbiskop av Ostia.